# ムジカ・ノヴァ
ムジカ・ノヴァ（Musica Nova）は、日本のテレビアニメ『超時空騎団サザンクロス』に登場する架空の人物。日本版（翻案作品「ロボテック」に対する原作として）の声優は日髙のり子で、これが彼女の声優としてのデビュー作になった。

## 超時空騎団サザンクロス
声の出演は、ムジカとムジエを日髙 のり子 、ムゼルを水倉久美子が担当。
生粋のゾル人で、バッキ人（びと）（貴族 ［パトリキ］、 かつ文民の市民を指す彼らの身分階級の呼称）のシャンタール（音楽家の意味。ラテン語の "Chantal" 「歌い手」から）の「歌い手」でゾル人の人格分担である「情報・判断・行動」のうち、情報を担当し、判断・行動を担当するムジエ（Musiere）・ムゼル（Muselle）と共に3人で1個人を形成する。
楽器担当は「レーヴェ・フィセル」 (フィルム音声トラック上は「デージピセル」だが、輸出版の英語字幕と原意上の発音から抽出された固有名詞は「レェーヴ・フィセル」、 Leve ficelle , ラテン語 "Leve" とフランス語 "Ficelle" の合成語で「光の弦」の意味) と彼等の言語で呼ばれるレーザー・ハープで、ムジエがシタール（設定書の註釈文章上の記載だが、劇中の楽器形状や演奏動作は「電子式・直立型・低音域ギター」に酷似している）に似た、同じくムゼルがハンマー・ダルシマー、ツィンバロム(従来のツィターの記載は不適切)に似た弦楽器を担当し、上記と同様に3人で1楽団を形成する。
なお、本編では、姉妹間でも完全に対等な関係ではなく、ムジカは他の2姉妹から妹分的な扱いを受けている。
第15分隊の侵入の際にボウイと出会い、当初は音楽家同士として、次第に男女間の恋愛感情の相手として意識し、ゾル人の間に定められていた禁忌を犯す。この結果としてムジエ、ムゼルは不完全者「アンフェタード」 (　仏: Unfettered ) の収容施設に入れられることになり、ムジカは同胞を裏切ったことで思い悩むことになる。
ロボテック版では三姉妹のオリジナル「ムジカ」が欠損（死亡）したために、新たに製造されたクローンであるとして、ムジエ・ムゼルとの力関係の差の整合性をつけている。

## ロボテック
ハーモニーゴールド USA社（Harmony Gold USA）がライセンス取得、同一世界の異なる時代と世代を描いた、連続する一つの大河ストーリーとして1985年3月4日  より、アメリカ合衆国や南米諸国連合　(UNASUR) , さらには フランスほかの国々で放送された翻案、再編集された作品である『ロボテック』版の世界では、名前は同じ"Musica"だが、他の2姉妹がそれぞれ、ムゼル (Muselle) が 「アレグラ」（Allegra）、ムジエ (Musiere) が 「オクタヴィア」（Octavia）と命名変更されている。
ゾル人の設定上、彼女らもまた一卵性の三つ子姉妹であるにもかかわらず、日本における原作での「ムジエ、ムゼル」姉妹からムジカが妹分的扱いを受けている描写に関する矛盾について、ロボテック版では、三姉妹のオリジナル「ムジカ」が欠損（死亡）したために、新たに製造されたクローンであるとして、「姉貴」分「ムジエ・ムゼル」との力関係の差の整合性をつけていた。
このため、第12話「ロストメモリー」 (ロボテック 第二世代編 第49話「新兵」［ A New Recruit ]) Bパートに於けるサイフリートの回想中、原作ではサイフリート (Zor) により人質に囚われ、ゾル軍の装甲兵の合図により逃げ出す際に流れ彈に当たる描写中、原作では射撃直後に大腿部を映し、致命傷でないと視聴者に推測させる場面の絵が省かれて、これによりロボテック版では、オリジナル「ムジカ」が死亡したと判断させる構成がとられている。
語源はいずれもラテン語およびイタリア語の音楽用語で、ラテン語とイタリア語で共通して用いられる「ムジカ」（Musica）が「音楽」、「アレグラ」（Allegra）は「アレグレット」（"Allegretto"、やや快速に）と、イタリア語の「幸せな」を意味する副詞 "allegro" の女性形 "Allegra"の掛詞、「オクタヴィア」（Octavia）はラテン語で「8度音程」を意味するオクターヴ（Ottava）を、古代ローマによく見られる、オクタウィウス氏族の女子の命名例にならい両者をオクタヴィアして重ね合わせたものであると、監督兼翻案者のカール・メイセック（Carl Macek）は生前のインタヴューで語っていた。
その西洋古代世界と東洋の混合文化オリエントを想起させる異国情緒（Exotic）な服装や言動から、海外ではSFアニメ系コスプレの定番になるなどファンも多い。
ロボテック版では、生き延びたムジカの姉妹で演奏者兼務の音楽プロデューサー (Record producer) である「アレグラ」（ムジエ）と、ムジカ・ボウィ両者間との戦後の演奏活動なども各種の二次的連続性作品（小説、漫画などの紙媒体）で描写された。
なお、姓であるノヴァ（ラテン語で「新しい」を意味する。）は、「ノヴァ・サトリ」（ラーナ・イザビア）の名に転用された。
声の出演は、メローラ・ハート（Melora Harte）。